# Fondation universitaire (Belgique)
Pour les articles homonymes, voir Fondation universitaire.
 (janvier 2020).
La Fondation universitaire belge (anglais : University Foundation, néerlandais : Universitaire Stichting) a été fondée en 1920. Le but de la fondation, tel que proposé par Émile Francqui, est de promouvoir l'activité scientifique des universités belges.

## Objectifs
1. Fournir des subventions et des prêts d'étude à des étudiants issus de familles moins favorisées.
2. Aider les centres et laboratoires de recherche universitaires à attirer de jeunes chercheurs.
3. Stimuler les contacts et la collaboration entre les différentes institutions de recherche belges en soutenant les publications scientifiques.
4. Organiser un Club Universitaire comme un lieu de rencontre pour les universitaires belges et étrangers.

## Histoire
L'argent de fondation provint des fonds restant de la Commission for Relief in Belgium (CRB) et du National Committee for Help and Food. Ceux-ci avaient été organisés par Herbert Hoover and Émile Francqui pour aider le peuple belge pendant la Première Guerre mondiale.
Le 28 août 1919, Herbert Hoover proposa à Émile Francqui, président du comité national d'aide alimentaire et à Léon Delacroix, premier ministre de Belgique, d'utiliser les fonds restant, environ 150 million de francs belges, pour soutenir l'enseignement universitaire. Le gouvernement belge  décida de donner 20 millions à chacune des 4 universités, et d'utiliser 55 millions de francs pour établir la Fondation universitaire. Les fonds restant ont été utilisés pour créer la Belgian American Educational Foundation (BAEF). Le premier président de la fondation fut Émile Francqui.

## Membres éminents

### Vivants
- Bruno Colmant
- Mark Eyskens
- Hervé Hasquin
- Christian Jourquin
- Éric De Keuleneer (administrateur délégué)
- Didier Viviers
- Philippe Van Parijs
- Irina Veretennicoff

### Décédés
- Philippe Roberts-Jones

## Bâtiment
Le bâtiment est situé à Bruxelles, 11 rue d'Egmont 11. Il abrite aussi un club, un hôtel et un restaurant. Les autres institutions hébergées dans les locaux de la Fondation universitaire sont la Belgian American Educational Foundation (BAEF), la Conférence Olivaint de Belgique, le Groupe de Coimbra, UNICA, ...  